# 海伦多伦
海伦多伦（Hellendoorn）是荷蘭的一個市镇，在行政區劃上屬於上愛塞省，位於該省中部。這裡有一個主題樂園。

## 外部連結
- 官方网站